# Varazes (tribuno)
Varazes (em latim: Varazes; em armênio: Վարազ; romaniz.: Varaz) foi um oficial militar bizantino de origem armênia do século VI que desempenhou função durante o reinado do imperador Justiniano (r. 527–565). 

## Nome
Varazes é a forma latina do armênio Varaz (Վարազ), que derivou do persa médio e parta Varaz (Warāz), que por sua vez derivou do avéstico Varaza (Warāza, "javali selvagem"). Foi registrado em grego como Barazes (Βαράζης, Barázēs), Uarazes (Ουαράζης, Ouarázēs) e Guraz (Γουραζ, Gouraz).

## Vida
As origens de Varazes são incertas, mas seu nome sugere uma origem armênia. Em 556, como um tribuno de Lázica, comandou com Farsanses uma expedição contra os misimianos, até Martinho poder juntar-se a eles.